# Comuna Velika, Požega-Slavonia
Velika este o comună în cantonul Požega-Slavonia, Croația, având o populație de 5.607 locuitori (2011).

## Demografie
Componența etnică a comunei Velika
     Croați (95,15%)
     Sârbi (3,92%)
     Necunoscut (0,2%)
     Neclasificat (0,41%)
Componența confesională a comunei Velika
     Catolici (94,06%)
     Ortodocși (3,91%)
     Necunoscută (0,5%)
     Alte religii (1,53%)
Conform recensământului din 2011, comuna Velika avea 5.607 locuitori. Din punct de vedere etnic, majoritatea locuitorilor (95,15%) erau croați, cu o minoritate de sârbi (3,92%). Apartenența etnică nu este cunoscută în cazul a 0,2% din locuitori. Din punct de vedere confesional, majoritatea locuitorilor (94,06%) erau catolici, cu o minoritate de ortodocși (3,91%). Pentru 0,5% din locuitori nu este cunoscută apartenența confesională.